# Helô Pinheiro
Heloísa Eneida Paes Pinto Mendes Pinheiro (Rio de Janeiro, 7 de juliol de 1945) és presentadora, empresària i antiga model brasilera. Es va fer coneguda per ser la musa inspiradora de Tom Jobim i Vinícius de Moraes per la cançó "Garota de Ipanema", que va projectar la bossa nova a nivell internacional. Forma part de la llista de les 10 grans dones que han marcat la història de Rio de Janeiro.

## A Garota de Ipanema
La cançó va ser composta quan Tom Jobim i Vinícius de Moraes van veure la jove Heloísa Eneida, amb només 17 anys, caminant distreta en biquini per les sorres calentes de la Platja de Ipanema.
La lletra va ser interpretada, des de la seva composició el 1962 fins als dies d'avui, en portuguès, i també en anglès, pels més diversos i famosos cantants Internacionals, per exemple per Frank Sinatra, Amy Winehouse, Cher, Mariza i Madonna, a més de la banda de rock Sepultura, el grup sud-coreà SHINee i altres artistes brasilers. La cançó fou encara objecte d'una versió instrumental per a tema de la pel·lícula Garota de Ipanema, de 1967.

## Carrera
El 1964, després que es revelés que era la musa inspiradora de "Garota de Ipanema", Helô va obtenir el focus dels mitjans brasilers i internacionals, convertint-se en model aquell any i viatjant a diversos països del país per celebrar desfilades de moda i fotografiar-se per marques. Prioritzant el recent matrimoni, va fixar la seva feina al Brasil des del 1966 i va continuar modelant fins al 1972, quan va deixar la carrera. El 1979 va acceptar la invitació per unir-se al repartiment de la telenovela Cara a Cara, de Rede Bandeirantes, i l'any següent va estar a Água Viva, tot i que després d'aquests treballs ja no va acceptar projectes interpretatius perquè no es veia a ella mateixa com a actriu. El 1984 va debutar com a presentadora del programa Ela.
A partir de llavors, Helô va començar a centrar la seva carrera com a presentadora, al capdavant del programa Show da Tarde, a SBT, The Girl from Ipanema, al canal americà WXEL-TV de Miami, a Porograma Helô Pinheiro, a Rede Mulher i a Rio Mulher, a CNT, aturant-se temporalment el 2001. Entre 2006 i 2011 va presentar el programa de debat jurídic Código de Honra, a TV Justiça. El 2009 va participar en la sisena temporada de Dança dos Famosas. El 2012 va publicar el llibre autobiogràfic "A Eterna Garota de Ipanema". Entre 2012 i 2017 va presentar el programa setmanal De cara com a Maturidade a TV Bandeirantes i també va dirigir entre 2012 i 2014, juntament amb la seva filla Ticiane Pinheiro o Ser Mulher, a Bem Simples.

## Empresària
El 1999 Helô va llançar el seu propi segell de roba de platja, Garota de Ipanema, que va obrir botigues a diferents estats del país. El 2009 va llançar la seva segona marca de roba, Amarras, amb peces dissenyades per l'estilista Andréa Schostak.

## Vida personal
Helô forma part de la família tradicional Oliveira de Menezes, de Rio de Janeiro, que, al seu torn, descendia de Gonçalves de Menezes, una de les famílies més tradicionals de Portugal. Es va casar el 1966, als 21 anys, amb l'enginyer Fernando Mendes Pinheiro, amb qui va tenir quatre fills: l'empresària Kiki Pinheiro (1972), la socialista Jô Pinheiro (1974), la presentadora Ticiane Pinheiro (1976) i Fernando Pinheiro Junior (1980).

## Televisió
| Any     | Títol                      | Personatge / Càrrec | Notes                      |
| ------- | -------------------------- | ------------------- | -------------------------- |
| 1979    | Cara a cara                | Elisa               |                            |
| 1980    | Água Viva                  | Sara                |                            |
| 1980    | Coraçao Alado              | Carla               | Episodi del 13 de desembre |
| 1984    | Meus Filhos, Minha Vida    | Ella mateixa        | Episodi del 8 de juny      |
| 1984–87 | Ela                        | Presentadora        |                            |
| 1988–92 | Show da Tarde              | Presentadora        |                            |
| 1993    | The Girl from Ipanema Show | Presentadora        |                            |
| 1994–98 | Programa Helô Pinheiro     | Presentadora        |                            |
| 1999–00 | Rio Mulher                 | Presentadora        |                            |
| 2006–11 | Código de Honra            | Presentadora        |                            |
| 2009    | Dança dos Famosos          | Participant         | Temporada 6                |
| 2009    | America's Next Top Model   | Jurat especial      | Episodi del 22 d'abril     |
| 2011    | Aquele Beijo               | Ella mateixa        | Episodi de l'11 d'agost    |
| 2012–14 | Ser Dona                   | Presentadora        |                            |
| 2012–17 | De Cara com a Maturidade   | Presentadora        |                            |